# سیلویا گابریلا
سیلویا گابریلا گارو با نام هنری سیلویا گابریلا (سن لوئیس، ۱۹۷۰) خواننده آرژانتینی تانگو ساکن در استرالیا است. او جوایز متعددی را در طول زندگی حرفه‌ای خود دریافت کرده‌است که برجسته‌ترین آن کندور طلایی جشنواره بین‌المللی تانگو (۲۰۰۸) است. او که در روز جهانی زن (۱۹۸۶) به عنوان «هنرمند مکاشفه» در نظر گرفته شد، اولین کار حرفه ای خود را با خواننده و بازیگر آرژانتینی آلبرتو کاستیلو همراهی کرد. بعداً به عنوان معلم آواز در کنسرواتوار گالوانی در بوئنوس آیرس (۱۹۹۰) آموزش دید.